# John Lescroart
John Lescroart (Houston, 14 de janeiro de 1948) é um escritor norte-americano conhecido por sua série de romances policiais e jurídicos com os personagens Dismas Hardy, Abe Glitsky e Wyatt Hunt. Seus romances venderam mais de 10 milhões de cópias, foram traduzidos para 22 idiomas em mais de 75 países, e 18 de seus livros estão na lista de best-sellers do New York Times.

## Biografia
Lescroart nasceu em Houston, Texas, e se formou em Inglês com honras na Universidade da Califórnia em Berkeley, em 1970.
Antes de se tornar um escritor em tempo integral em 1994, ele passou 20 anos escrevendo e trabalhando em escritórios de advocacia e até como barman num pub irlandês. Seus outros trabalhos foram como homem de mudanças, pintor de casas, editor, diretor de publicidade, programador de computador e executivo de captação de recursos.
Ele também foi cantor, compositor e guitarrista em tempo integral, e se apresentou sob o nome de Johnny Capo, com Johnny Capo e sua banda Real Good.
Sob a Crow Art Records, Lescroart lançou vários álbuns, incluindo um CD de versões para piano de suas músicas interpretadas por Antonio Gala. John T. Lescroart mora e trabalha na cidade universitária de Davis, Califórnia, junto com a mulher e dois filhos.
Além de mais de 20 romances, Lescroart escreveu vários roteiros. Ele é um membro fundador original do grupo International Thriller Writers.

## Obras
- Sunburn (1981)

### Série do Auguste Lupa
- Son of Holmes (1986)
- Rasputin's Revenge (1987)

### Série do Dismas Hardy
- Dead Irish (1989)
- The Vig (1990)
- Hard Evidence (1993) no Brasil: Prova Material (Rocco, 1997)
- The 13th Juror (1994) no Brasil: O 13º Jurado (Rocco, 1996)
- The Mercy Rule (1998) no Brasil: A Lei da Misericórdia (Rocco, 2001)
- Nothing But the Truth (1999) no Brasil: Nada Além da Verdade (Rocco, 2002)
- The Hearing (1999)
- The Oath (2002)
- The First Law (2003)
- The Second Chair (2004)
- The Motive (2004)
- Betrayal (2007)
- A Plague of Secrets (2009)
- The Ophelia Cut (2013)
- The Keeper (2014)
- Poison (2018)
- The Rule of Law (2019)

#### Relacionado (Rebecca Hardy)
- The Fall (2015)

### Série do Abe Glitsky
- A Certain Justice (1995) no Brasil: Justiça Até Certo Ponto (Rocco, 1998)
- Guilt (1996) no Brasil: Culpa (Rocco, 2000)
- Damage (2011)

### Série do Wyatt Hunt
- The Hunt Club (2005)
- Treasure Hunt (2010)
- The Hunter (2012)

### Livros isolados
- The Suspect (2007)
- Fatal (2017)